# Енн Хемптон Брюстер
Енн Марія Хемптон Брюстер (29 жовтня 1818 , Філадельфія, Пенсільванія  — 1 квітня 1892 , Сієна, Тоскана ) — одна з перших жінок-іноземних кореспондентів США, яка публікувала статті та новини в газетах Філадельфії, Нью-Йорка та Бостона. Окрім того, написала та публікувала романи, вірші та численні оповідання.
За описом товариша була social outlaw, відмовившись вийти заміж, навернувшись у католицтво, виїхавши з дому старшого брата Бенджаміна Х. Брюстера (який пізніше обіймав посаду генерального прокурора США у 1880-х роках), щоб жити самотньо, переїхавши до Риму, і, насамперед, продовжуючи все це писати, спочатку як самоучка, а потім як самоокупний професіонал. У Брюстер були досить близькі стосунки з Шарлоттою Кушман, але вона змусила себе розлучитися, шкодуючи про це ще багато років потому.
Брюстер померла в Сієні, Італія, 1 квітня 1892 року і залишила свої твори та книги Бібліотечній компанії Філадельфії .
Також використовувала псевдонім Енна Дюваль (Енна — Анне навпаки) для робіт, опублікованих між 1845 та 1860 роками.

## Раннє та сімейне життя
Брюстер народився у Філадельфії, штат Пенсільванія, 29 жовтня 1818 року в родині Марії Хемптон та Френсіса Еноха Брюстерів. Вона була другою дитиною з трьох дітей у родині (Бенджамін, Енн та Керролл). Енн Хемптон Брюстер стала відома як феміністка та громадська діячка, що діяла поза законом, тому що вона була незалежною жінкою, яка не хотіла виходити заміж. Замість того, щоб вийти заміж і створити сім'ю, вона воліла писати, щоб прогодувати себе. Пізніше вона поїхала до Риму, де писала на різні актуальні італійські тем, зокрема: про мистецтво, архітектуру, археологію, різні політичні події та соціальні плітки для багатьох різних американських газет.
Все своє творче життя Енн продовжувала писати, опублікувавши загалом три романи, сім науково-дослідних робіт, п'ятдесят два оповідання та чотири вірші, а також багато газетних статей.
Енн Брюстер хотіла залишити всі свої роботи Бібліотечній компанії Філадельфії, але вона мала особливе бажання, щоб її «Бібліотека та все, що до неї належить… збереглися недоторканими й називалися Бібліотекою Марії Хемптон Брюстер … На честь пам'ять моєї улюбленої Матері». Енн померла в 1893 році, і The Library Company виконала її бажання та зберегла всі її праці недоторканими за допомогою спеціальної процедури приєднання.

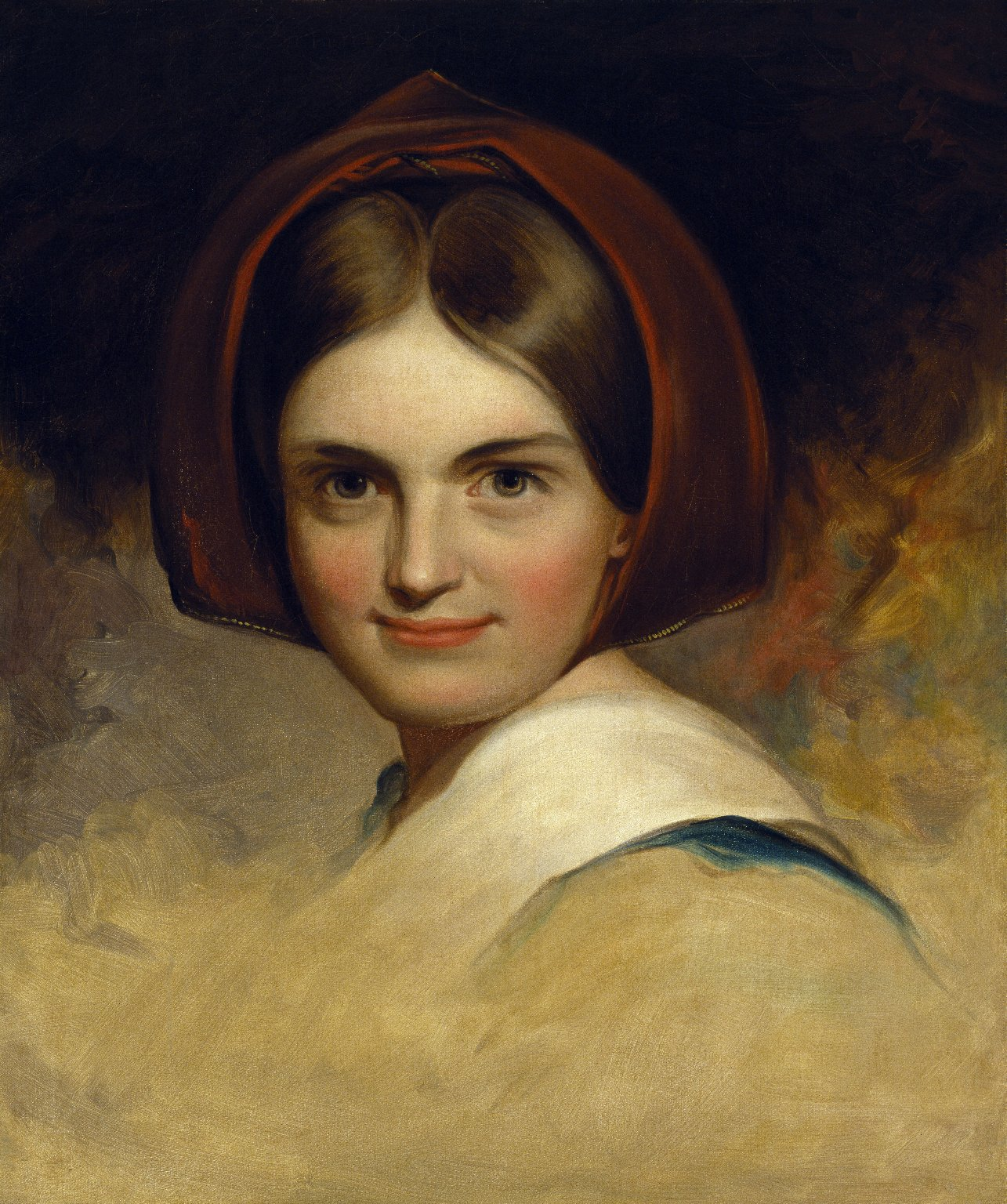
Дуже близька подруга Брюстерів Шарлотта Кушман, з якою її брат не дав їй зустрічатися. Брюстер зберегла цю її картину пензля Томаса Саллі та залишила її в заповіті.

Старший брат Веніамін у 5-річному віці потрапив у вогонь і отримав сильні опіки обличчя та рук. Люди навколо Філадельфії знали його як «Обпалене обличчя» Брюстера. Хоча Бенджамін на початку свого життя зіткнувся з трагедією, хлопець все одно був дуже успішною особистістю. Він став найвидатнішим генеральним прокурором в кабінеті президента Артура. Третьою і наймолодшою дитиною Марії та Френсіса Брюстер була Ф. Керролл Брюстер — також досить відомий адвокат, що спеціалізувалася на кримінальних справах. Крім того, що вона була видатним правником вона стала автором деяких важливих договорів про право та справедливість, а також обіймала посади судді із загальних справ та генерального прокурора Співдружності .
Френсіс, її батько, обіймав посаду заступника шерифа округу, а також мав досягнення в юрисприденції. В той же час батько Енн не був вірним її матері. У нього була коханка на ім'я Ізабелла Андерсон. У них народилися два сина Фредерік та Енох Брюстери. Через те, що батько Енн пішов з родини і не продовжував підтримувати її з матір'ю, їм довелося залежати від підтримки старшого брата Енн Бенджаміна.
Старший брат Бенджамін окрім фінансової підтримки також намагався контролювати близьке оточення сестри. Зокрема, юлизько 1844 року Енн була дуже близька з американською акторкою Шарлоттою Кушман, але суспільний тиск та вплив брати призвів до їх розлучення. Енн Брюстер пізніше згадувала про цей ідилічний час разом у листах у 1849 році. Згодом вона залишила портрет Кушман як заповіт Філадельфійській бібліотеці.
Після смерті матері Марії в 1853 році, за домовленістю з батьком вся спадщина мала відійти до Енн, тому вона на свій розсуд почала роздавати деякі речі з їх родини. Батько Енн помер через рік у 1854 році та порушив укладену угоду, залишивши весь свій маєток та майно Марії своїм синам, які він мав з Ізабеллою. Зрештою Бенджамін переконав двох синів поділитися з ним майном. Це залишило частку Енн у руках Бенджаміна. Вона роками намагалася боротися зі своїм братом у суді, але врешті програла, і її спадок залишився у розпорядженні Бенджаміна.

## Кар'єра
Енн Хемптон Брюстер за роки творчості написала багато книг, щоденників, нотаток / листів, статей та журналів. Багато її статей походять із часу, який вона провела в Римі, пишучи для американських газет. Вони були опубліковані в американських газетах, таких як Philadelphia Evening Bulletin, Bother Advertiser і New York World. Її короткі оповідання, такі як St. Martins Summer та інші, були написані для таких часописів, як Blackwood's. Сюжет її роману 1860 року розповідав про близькі стосунки між оповідачем та іншою жінкою.
Одержувачами численних листів Енн Хемптон Брюстер були, головним чином, Томас Б'юкенен Рід (художник-поет), Амелія Б. Едвардс (письменниця та археологиня), Грейс Грінвуд (псевдонім) та Бенджамін Брюстер (її брат). Щоденники в архіві датуються періодом з 1845 по 1892 рік. Опубліковані статті Енн включають розділ із документами, підписаними Авраамом Лінкольном, В. Т. Шерманом, Джеймсом Медісоном та іншими.
Хоча вірші Енн Хемптон Брюстер не так добре відомі, як інші її твори, однак вона була великою прихильницею поезії. На сторінках Суботньої газети було опубліковано багато віршів, написаними Енн, але опублікованими під різними псевдонімами. Різні вірші не мають рукописних копій, які можна знайти. Єдиним доказом вірша, яким володіє Бібліотечна компанія, є вірш Хоакіна Міллера «Вгору по Нілу», який має іншу версію, написану Енн Брюстер. Вірш ілюструє людську зацикленість на земних починаннях і бездуховність.

## Часткова бібліографія
- Скульптура духу; Or, the Year Before Confirmation (1849; роман) (автором названа: Enna Duval)
- Компенсація; Або завжди майбутнє (1860; роман)[11] (2-е видання 1870)
- Літо святого Мартіна (1866; роман)